# Veltlin
Das Veltlin ([vɛlt'li:n] oder [fɛlt'li:n] – besonders schweizerisch, italienisch Valtellina, lombardisch Valtulina, rätoromanisch Vuclinaⓘ) ist das Tal der Adda mit seinen Seitentälern in Norditalien an der Grenze zur Schweiz.
Der Name ist wahrscheinlich abgeleitet von Tellius, dem heutigen Teglio, einem alten Dorf in der Mitte des Tales.

## Lage und Geographie
Das Veltlin ist Teil der italienischen Region Lombardei und speziell der Provinz Sondrio. Es beginnt im Nordosten im Kessel von Bormio und endet mit der Mündung der Adda in den Comer See. Das Veltlin besteht aus zwei sehr unterschiedlichen Teilstücken: Das obere Veltlin ist ein enges, steiles, hauptsächlich in südlicher und südwestlicher Richtung verlaufendes Tal. Etwa von Tirano an verläuft das untere Veltlin breit und fast ohne Gefälle in westlicher Richtung.
Nach der Alpenvereinseinteilung der Ostalpen wird das obere Veltlin von der Ortlergruppe im Osten und den Livigno-Alpen im Westen gesäumt, während das untere Veltlin im Norden von der Berninagruppe und im Süden von den Bergamasker Alpen eingegrenzt wird. Nach SOIUSA-Einteilung zählt der Bereich auf der orographisch rechten Talseite zu den Westlichen Rätischen Alpen und die orographisch linke Talseite im Norden zu den Südlichen Rätischen Alpen und ab dem Apricapass zu den Bergamasker Alpen.
Das untere Veltlin ist Teil der großen Verwerfung (Periadriatische Naht), die die (zentralen) Ostalpen von den Südalpen trennt.
Vom oberen Veltlin führen das Stilfser Joch nach Südtirol, der Passo di Gavia ins Valcamonica, der Umbrailpass ins Münstertal, der Passo di Fraele ins Unterengadin und der Passo di Foscagno nach Livigno. Vom unteren Veltlin führen der Apricapass ins Val Camonica (und weiter über den Tonalepass ins Trentino), der Berninapass ins Oberengadin und der Murettopass ins Bergell.
Hauptort ist Sondrio, weitere bedeutende Orte sind Morbegno, Tirano und Bormio. Im Tal leben ca. 180 000 Menschen.

## Gebietskörperschaften
- Comunità Montana della Valtellina di Morbegno
- Comunità Montana della Valtellina di Sondrio
- Comunità Montana della Valtellina di Tirano
- Comunità Montana Alta Valtellina

## Geschichte

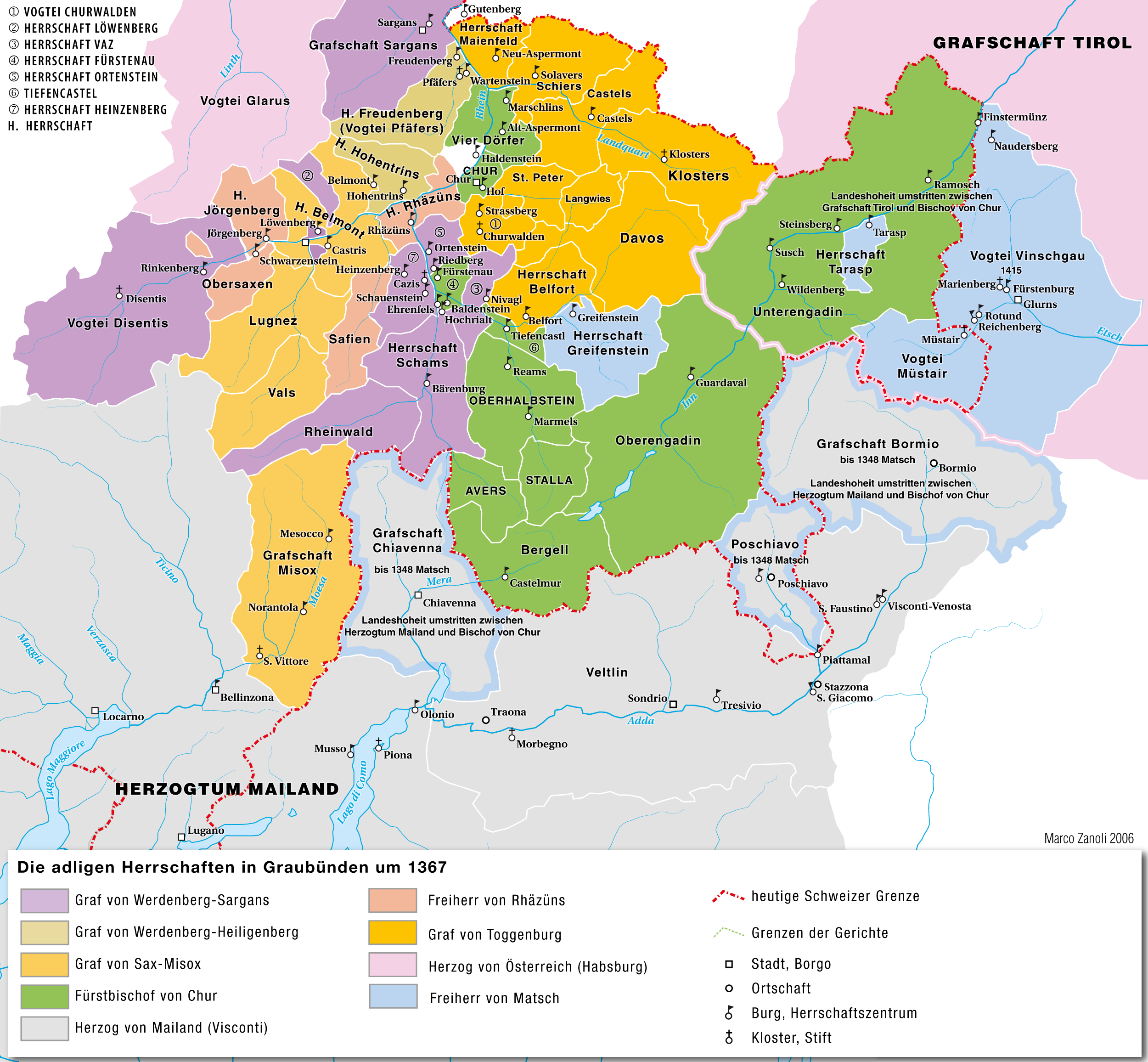
Die adligen Herrschaften in Graubünden im 14. Jahrhundert

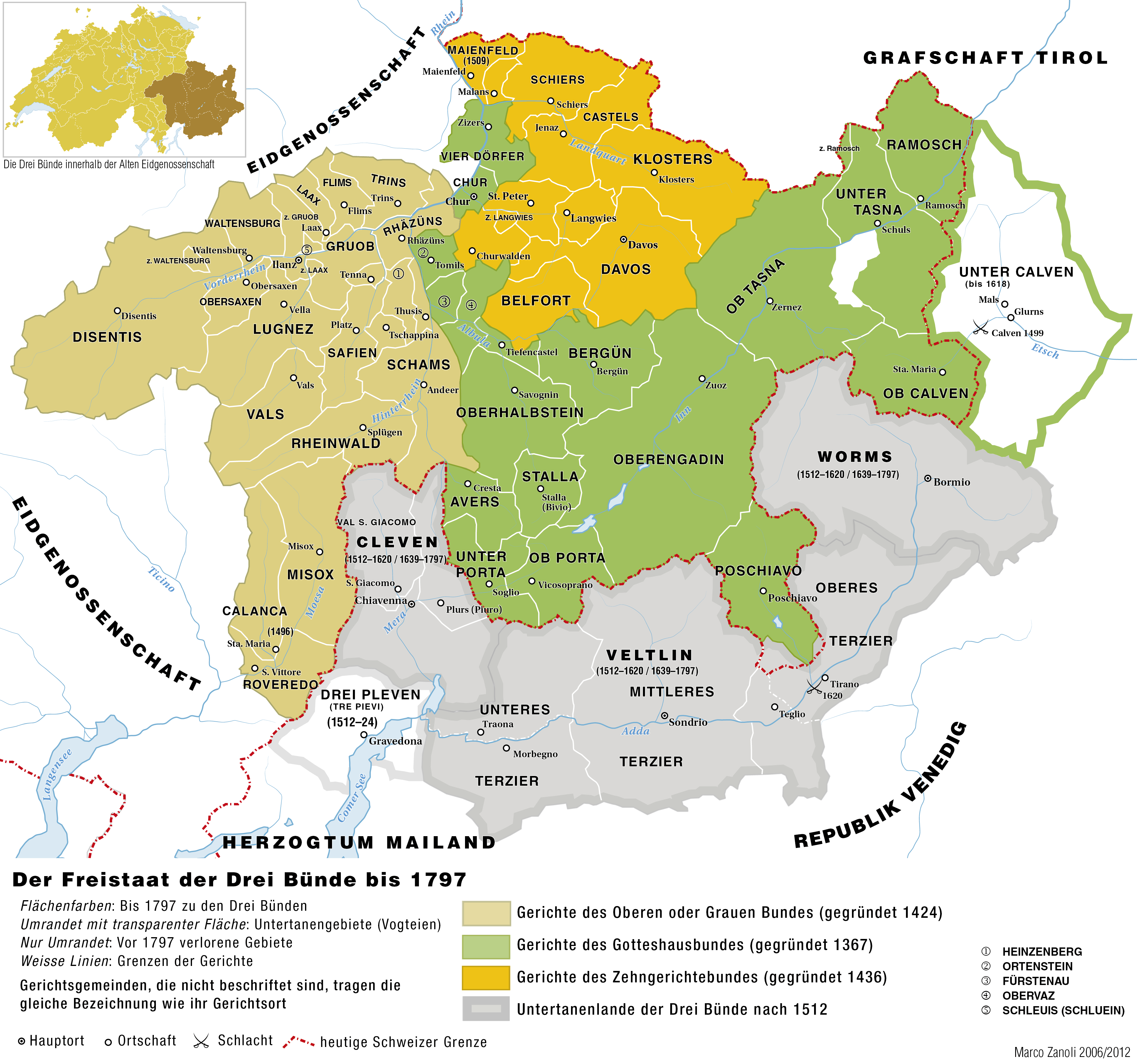
Der Freistaat der Drei Bünde mit den Untertanengebieten im Veltlin

### Antike
Das Veltlin wurde in der Antike von keltischen, ligurischen und etruskischen Stämmen besiedelt. Bei den römischen Schriftstellern Vergil, Martial und Plinius d. J. gibt es Hinweise auf die vorrömische Besiedlung des Tales. Mit den Ligurern soll auch der Weinbau in die Gegend gekommen sein.

### Mittelalter
Im Frühmittelalter ließen sich auch Langobarden im Veltlin nieder, wie archäologische Funde zeigen. Das Tal ging dann im 8. Jahrhundert durch eine Schenkung Karls des Großen an die Abtei St. Denis bei Paris. Die Landeshoheit blieb mehrheitlich beim Bischof von Como. Die Talschaften Chiavenna, Poschiavo und Bormio waren jedoch zwischen den Bischöfen von Como und Chur umstritten. Im Namen der Bischöfe von Chur übten dort die Herren von Matsch die Vogteigewalt aus.
1335 fiel das Gebiet von Como an das Herzogtum Mailand. Bis 1348 sicherte sich Mailand auch das ganze Veltlin, inklusive Chiavenna, Bormio und Poschiavo. Letztere Talschaft schloss sich 1408 dem Gotteshausbund an und wurde damit Teil des Freistaats der Drei Bünde.

### Die Bündner Herrschaft nach 1512
Schon 1486 hatten die Drei Bünde versucht, die Kontrolle über das Veltlin zu erlangen. Aber erst 1512 gelang ihnen im Zuge der Mailänderkriege der Eidgenossen die Eroberung der drei Talschaften Chiavenna, Veltlin und Bormio, die von da an ein Untertanenland des Freistaates der Drei Bünde bildeten. Dieser war ein zugewandter Ort der alten Eidgenossenschaft. Die italienischen Untertanengebiete waren in die Vogteien des Addatales Morbegno, Traona, Teglio, Tirano, Bormio (Worms) sowie Chiavenna (Cläven) und Piuro (Plurs) gegliedert.
Die drei Talschaften Chiavenna, Veltlin und Bormio hatten traditionellerweise unterschiedliche Rechte und Freiheiten. Die Bündner verpflichteten sich, die talschaftliche Selbstverwaltung, den Veltliner Talrat, zu respektieren und sich an die regionalen Statuten zu halten. Am meisten Autonomie besaß Bormio, wo nur die Administration in den Händen der Bündner Amtsleute lag, am wenigsten Rechte besaß das Veltlin, wo die ganze Jurisdiktion und die Administration in den Händen der Drei Bünde lagen. Die Untertanen bildeten gegenüber den Herrschenden keine Einheit, auch gesinnungsmäßig nicht, denn die unterschiedlichen Privilegien gaben immer wieder Anlass zu Neid und Intrigen.
Die zentrale Verwaltung der Bündner Untertanenlande lag in den Händen eines Gouverneurs (Gubernator oder Landshauptmann), der zusammen mit dem Cavaliere (Weibel und Anführer der Polizeimannschaft) und einem Vikar (Vicari; Zivilrichter in Sondrio und Untersuchungsrichter in allen Amtsbezirken außer Chiavenna) in Sondrio residierte. In Bormio und Chiavenna sowie in den einzelnen Terzieri des Veltlins übte je ein Potestat (Podestà) die Herrschaftsgewalt der Bünde aus, der dem Gouverneur unterstellt war. In Chiavenna wurden sie Commissari und in Plurs Prätor genannt. Daneben gab es die Syndikatur, eine Geschäftsprüfungs- und Appellationsbehörde, mit drei Mitgliedern pro Bund und einem Präsidenten. Alle diese Amtsleute wurden vom Bundestag der Drei Bünde gewählt, besoldet wurden sie hingegen von den Untertanenlanden. Die einzigen Steuern, die während dieser Zeit durch die Bündner eingezogen wurden, dienten der Deckung der Administrationskosten. Nur für Notfälle stand den Drei Bünden das Recht zu, außerordentliche Abgaben zu erheben. Daneben bestanden natürlich die Steuern der einzelnen Gemeinden, die zur Deckung der Infrastrukturkosten dienten. Die Bündner Grundbesitzer waren jedoch von solchen Steuern explizit ausgenommen.
Der einheimische Adel, der zu Zeiten der mailändischen Herrschaft die Verwaltung besetzt hatte, verschwand nicht ganz von der politischen Bühne, denn die unteren Posten der Verwaltung blieben seine Domäne, wie auch die Ebenen der Selbstverwaltung der Talschaft, der Terzieri und der Gemeinden.

### Die Bündner Wirren
Als Mailand 1535 habsburgisch wurde, erlangte das Veltlin für die damalige Weltmacht Habsburg höchste strategische Bedeutung als Verbindung zwischen Tirol und Oberitalien. Dementsprechend versuchten die Habsburger mehrfach, das Veltlin wieder an Mailand und damit an ihren Machtbereich anzugliedern. In der Zeit der Reformation blieb das Veltlin mehrheitlich katholisch, während in einigen Teilen der Drei Bünde sich die Reformation ausbreitete. Insbesondere die italienischsprachigen Talschaften Bergell und Poschiavo waren ein Zentrum der italienischsprachigen Propaganda für die Reformation. Den daraus resultierenden konfessionellen Konflikt zwischen katholischen Untertanen und reformierten Bündner Herren versuchten sich die katholischen Habsburger nutzbar zu machen, insbesondere während des Dreißigjährigen Kriegs. Im «Veltliner Mord» wurden 1620 etwa 600 Protestanten im Veltlin ermordet und damit die Reformation gestoppt und zurückgedrängt. Die Bündner verloren daraufhin bis 1639 die Kontrolle über das aufständische Veltlin an Spanien. Nachdem die Bündner auf die habsburgische Seite gewechselt waren, gaben ihnen die Spanier das Veltlin zurück. Der Schweizer Dichter Conrad Ferdinand Meyer verarbeitet diese Auseinandersetzungen in seinem Roman Jürg Jenatsch.

### Das Veltlin als Teil Italiens seit 1797
Die Bündner Herrschaft endete 1797, als Napoleon das Veltlin der neugegründeten Cisalpinischen Republik zuschlug. Durch den Wiener Kongress wurde 1815 das Veltlin dem neu gegründeten Lombardo-Venetianischen Königreich übertragen, das in Personalunion mit dem Kaisertum Österreich verbunden war. Eine Vereinigung des Veltlins mit Graubünden scheiterte an verschiedenen Gründen. Zum einen waren die Großmächte, insbesondere Österreich, nicht daran interessiert, das strategisch wichtige Gebiet aus den Händen zu geben. Zum anderen konnten sich die Bündner selbst nicht darüber einigen, den Veltlinern anzubieten, als gleichberechtigtes Land in den Kanton Graubünden einzutreten, aus Angst, das italienische und katholische Element würde in Graubünden zu mächtig. Für die Veltliner kam ein Anschluss an die Schweiz aber nur als eigenständiger Kanton oder als gleichberechtigter Teil Graubündens in Frage. Der Verlust des Veltlins wurde in Graubünden noch weit bis ins 20. Jahrhundert beklagt. 1859 fiel das Veltlin mit der Lombardei an Sardinien-Piemont bzw. 1861 an das neugegründete Königreich Italien.

### Ereignisse in jüngerer Zeit
In den letzten Wochen des Zweiten Weltkrieges plante Benito Mussolini, sich ähnlich wie Adolf Hitler in eine Alpenfestung zum letzten Aufgebot zurückzuziehen. Dafür sah Mussolini das Veltlin vor.
Am 28. Juli 1987 löste sich in der Ostflanke des Pizzo Copetto (Grosina-Alpen) ein Bergsturz, der das Dorf San Antonio Morignone unter sich begrub, 27 Menschenleben forderte und die Adda vorübergehend aufstaute. Der Talboden ist seither auf mehreren Kilometern Länge verschüttet. Die Staatsstraße 38 wurde in den Berg verlegt.

## Wirtschaft

### Tourismus
Von Tirano führt die Rhätische Bahn (Berninabahn) ins schweizerische Puschlav und weiter ins Oberengadin. Eine Linie von Trenitalia (Tochtergesellschaft des Gruppo FS) führt auf der vormaligen Veltlinbahn über Sondrio und Lecco nach Mailand bzw. Bergamo sowie über Sondrio nach Chiavenna. Das Hochgebirge bietet dem Alpinisten vielseitige Möglichkeiten. Im Veltlin liegen mehrere Wintersportorte, darunter Bormio, Chiesa in Valmalenco und Caspoggio. Das Val Masino ist für Kletterer interessant (Bergellgranit).
Von besonderer Bedeutung ist der Park der Felsbilder in Grosio, ein archäologischer Park mit einem Felsen (Rupe Magna), der mit mehr als 5.000 Felszeichnungen (Petroglyphen) aus dem 4.–1. Jahrtausend v. Chr. versehen ist.

### Wein
Das Veltlin (italienisch Valtellina) ist eine Heimat der im Tal (nach dem Städtchen Chiavenna) Chiavennasca genannten roten Rebsorte Nebbiolo. Aus und mit dieser werden ganz überwiegend trockene Rotweine gekeltert, wie der:
- Valtellina Rosso DOC (auch Rosso di Valtellina DOC bezeichnet).
- Valtellina Superiore DOCG mit seinen fünf Unterzonen (von West nach Ost) Maroggia, Sassella, Grumello, Inferno und Valgella, sowie der Stägafässli genannten, in der Schweiz auf Flaschen gezogenen Weine.
- Sforzato di Valtellina DOCG, ein trocken ausgebauter Strohwein.[5][6]

Daneben gibt es die Weine der IGT Alpi Retiche (bis ins Jahr 2020 IGT Terrazze Retiche di Sondrio genannt) als „Sammelbecken“ für die nicht unter die DOC und DOCG fallenden Weine, wie z. B.:
- Die weiß vinifizierten (italienisch vinificato in bianco) Weine aus Nebbiolo-Trauben.
- Weine aus anderen in der Lombardei zugelassenen roten Rebsorten.
- Weine aus in der Lombardei zugelassenen weißen Rebsorten.
- Spätlese(n) (italienisch vendemmia tardiva bzw. vendemmie tardive)
- Den Passito (einen Süßwein) aus dem Weingarten des Palazzo Vertemate Franchi in Piuro, eine Cuvée aus Gewürztraminer und Riesling, oder
- Schaumweine

Mit der namensähnlichen in Österreich beheimateten weißen Rebsorte grüner (→Veltliner) haben die Weine des Veltlins aber nicht das Geringste zu tun.
Auch wenn die Frage passender Speisen zunächst eine Frage der individuellen Vorlieben der(s) Konsumentin(en) ist, und die Weine, im Hinblick auf ihre deutlich unterschiedlichen Qualitäten (schon im Hinblick auf das Traubengut), ihre unterschiedliche Machart (im Hinblick auf z. B. die Fermentation sowie den Ausbau im z. B. Edelstahl- oder Betontank, im gebrauchten oder neuen Fass aus Eiche, Kastanie oder einer anderen Holzart), und ihre Reifeunterschiede (junger Wein, gereifter alter Wein), nicht verallgemeinert werden können, passen die „Roten“ aus der Valtellina gut zu:
- Rotem Fleisch und auch Wild.
- Den orts- und regionstypischen Fleisch- und Wurstwaren, als da wären z. B. Bresaola, Violino di Capra della Valchiavenna, ein Presidio Slowfoods, und all die anderen örtlichen (italienischen) „salume“.
- Ortstypischen Teigwaren aus oder mit Buchweizen, wie z. B. Pizzoccheri.
- Sciatt, mit einem dünnen Teig aus Buchweizen- und wenig Weizenmehl umhüllte Käsewürfel, meist Storico Ribelle, Bitto oder Casera, frittiert, so dass die Hülle knusprig, der Käse aber flüssig wird.
- Den vielen unterschiedlichen Käsen z. B. aus den Bergamasker Alpen (italienisch Alpi Orobie), wie den Storico Ribelle (früher Bitto Storico[8]), ebenfalls ein Presidio Slowfoods, ein Rohmilchkäse aus der Milch von Kühen der Rasse Original Braunvieh (italienisch bruna alpina) und Milch von Ziegen, meist der im Jahr 2023 immer noch im Bestand bedrohten Capra Orobica[9], eine in den Bergamasker Alpen autochthone Ziegenrasse und ebenfalls ein Presidio Slowfoods. Im Sommerhalbjahr 2023 erzeugten gerade noch zehn Hochgebirgsalmen (italienisch alpeggi) um den Passo San Marco diesen außergewöhnlichen Käse, mit einem Reifevermögen von weit über zehn Jahre hinaus.
- Gerösteten Kastanien.